# Selección femenina de fútbol de Guinea Ecuatorial
La selección femenina de fútbol de Guinea Ecuatorial es el equipo nacional que representa al país en las competiciones oficiales de fútbol femenino. Su organización está a cargo de la Federación Ecuatoguineana de Fútbol, que pertenece a la CAF.
Ha sido dos veces campeona de África, ganando el título en el 2008 y 2012 respectivamente. Además, participó en la edición 2011 de la Copa Mundial Femenina de Fútbol.

## Historia
La selección femenina de fútbol de Guinea Ecuatorial, representa a su país en las competencias internacionales de fútbol feminil. El 18 de febrero de 2007 esta selección derrotó 2 a 1 a Sudáfrica en la primera ronda de clasificación, pero luego cayó en el partido de vuelta por 4 a 2 y quedó eliminada. 
Guinea Ecuatorial fue el país anfitrión del C.A.F. de 2008 la cual se disputó del 15 al 29 de noviembre de 2008 en las ciudades de Malabo y Bata. Ganó los tres partidos de su grupo, llegando así a semifinales, donde derrotó a Nigeria por 1 - 0, de este modo, Guinea Ecuatorial queda como campeón absoluto en la historia del fútbol femenino africano, y logrando romper la absoluta hegemonía que Nigeria tuvo en las anteriores 7 ediciones de la competencia. En la final derrotó 2 a 1 a la Sudáfrica.
En 2010 quedó en segundo lugar en la clasificación en el campeonato africano celebrado en Sudáfrica equipo que precisamente quedaba eliminado por las ecuatoguineanas en la semifinal perdiendo por 1 - 3 ante Guinea Ecuatorial que lograba así su clasificación para el mundial. Después fue derrotada en la final por la potente Nigeria.
En 2011 la selección femenina de Guinea Ecuatorial jugó por primera vez el campeonato mundial de fútbol femenino siendo así la tercera selección africana en conseguirlo después de Ghana y Nigeria.

## Críticas
En varias ocasiones, algunas confederaciones africanas como la sudafricana, la camerunesa o la nigeriana, presentaron sus quejas ante la Confederación Africana de Fútbol denunciando que la selección femenina de Guinea Ecuatorial tenía a algunos hombres entre sus jugadoras, haciendo referencia principalmente a las hermanas burkinesas nacionalizadas, tildando que eso "es jugar con una ventaja injusta". Pero hasta hoy en día nunca se ha podido demostrar que ellas sean hombres a pesar de llevar desde 2006 jugando con el combinado y siendo sometidas a pruebas por la CAF (en la Copa de África de Nigeria y en la de Malabo 2006 y 2008 respectivamente), lo cual debilita las acusaciones.
Otro de los puntos polémicos de esta selección tiene que ver con la nacionalización masiva de jugadoras. Desde 2006 hasta la actualidad, futbolistas procedentes de países tan dispares como Brasil (principalmente), Burkina Faso, Camerún, Nigeria y Malí representaron a Guinea Ecuatorial en las competencias internacionales. El grupo de nativas y descendientes pasó a ser la minoría de la plantilla, entre las cuales destaca la capitana Genoveva Añonma, seguidamente por Jade.
Como resultado de todas estas controversias, la FIFA decidió vetar a la selección ecuatoguineana de participar en la Copa Mundial del 2019, a pesar de haber clasificado al campeonato africano clasificatorio del año anterior.

## Estadísticas

### Copa Mundial Femenina de Fútbol
| Edición | Resultado               | Posición                | PJ                      | PG                      | PE                      | PP                      | GF                      | GC                      |
| ------- | ----------------------- | ----------------------- | ----------------------- | ----------------------- | ----------------------- | ----------------------- | ----------------------- | ----------------------- |
| 1991    | No existía la selección | No existía la selección | No existía la selección | No existía la selección | No existía la selección | No existía la selección | No existía la selección | No existía la selección |
| 1995    | No existía la selección | No existía la selección | No existía la selección | No existía la selección | No existía la selección | No existía la selección | No existía la selección | No existía la selección |
| 1999    | No existía la selección | No existía la selección | No existía la selección | No existía la selección | No existía la selección | No existía la selección | No existía la selección | No existía la selección |
| 2003    | No clasificó            | No clasificó            | No clasificó            | No clasificó            | No clasificó            | No clasificó            | No clasificó            | No clasificó            |
| 2007    | No clasificó            | No clasificó            | No clasificó            | No clasificó            | No clasificó            | No clasificó            | No clasificó            | No clasificó            |
| 2011    | Fase de grupos          | 15.º                    | 3                       | 0                       | 0                       | 3                       | 2                       | 7                       |
| 2015    | No clasificó            | No clasificó            | No clasificó            | No clasificó            | No clasificó            | No clasificó            | No clasificó            | No clasificó            |
| 2019    | No clasificó            | No clasificó            | No clasificó            | No clasificó            | No clasificó            | No clasificó            | No clasificó            | No clasificó            |
| 2023    | No clasificó            | No clasificó            | No clasificó            | No clasificó            | No clasificó            | No clasificó            | No clasificó            | No clasificó            |
| 2027    | Por disputarse          | Por disputarse          | Por disputarse          | Por disputarse          | Por disputarse          | Por disputarse          | Por disputarse          | Por disputarse          |
| Total   | 1/9                     | 40.º                    | 3                       | 0                       | 0                       | 3                       | 2                       | 7                       |

### Copa Femenina Africana de Naciones
| Edición | Resultado                                  | Posición                                   | PJ                                         | PG                                         | PE                                         | PP                                         | GF                                         | GC                                         |
| ------- | ------------------------------------------ | ------------------------------------------ | ------------------------------------------ | ------------------------------------------ | ------------------------------------------ | ------------------------------------------ | ------------------------------------------ | ------------------------------------------ |
| 1991    | No existía la selección                    | No existía la selección                    | No existía la selección                    | No existía la selección                    | No existía la selección                    | No existía la selección                    | No existía la selección                    | No existía la selección                    |
| 1995    | No existía la selección                    | No existía la selección                    | No existía la selección                    | No existía la selección                    | No existía la selección                    | No existía la selección                    | No existía la selección                    | No existía la selección                    |
| 1998    | No existía la selección                    | No existía la selección                    | No existía la selección                    | No existía la selección                    | No existía la selección                    | No existía la selección                    | No existía la selección                    | No existía la selección                    |
| 2000    | No clasificó                               | No clasificó                               | No clasificó                               | No clasificó                               | No clasificó                               | No clasificó                               | No clasificó                               | No clasificó                               |
| 2002    | No clasificó                               | No clasificó                               | No clasificó                               | No clasificó                               | No clasificó                               | No clasificó                               | No clasificó                               | No clasificó                               |
| 2004    | No clasificó                               | No clasificó                               | No clasificó                               | No clasificó                               | No clasificó                               | No clasificó                               | No clasificó                               | No clasificó                               |
| 2006    | Fase de grupos                             | 7.º                                        | 3                                          | 0                                          | 1                                          | 2                                          | 5                                          | 9                                          |
| 2008    | Campeón                                    | 1.º                                        | 5                                          | 5                                          | 0                                          | 0                                          | 11                                         | 4                                          |
| 2010    | Subcampeón                                 | 2.º                                        | 5                                          | 3                                          | 1                                          | 1                                          | 11                                         | 8                                          |
| 2012    | Campeón                                    | 1.º                                        | 5                                          | 5                                          | 0                                          | 0                                          | 18                                         | 0                                          |
| 2014    | No clasificó                               | No clasificó                               | No clasificó                               | No clasificó                               | No clasificó                               | No clasificó                               | No clasificó                               | No clasificó                               |
| 2016    | No clasificó                               | No clasificó                               | No clasificó                               | No clasificó                               | No clasificó                               | No clasificó                               | No clasificó                               | No clasificó                               |
| 2018    | Fase de grupos                             | 8.º                                        | 3                                          | 0                                          | 0                                          | 3                                          | 1                                          | 18                                         |
| 2020    | Cancelado debido a la pandemia de COVID-19 | Cancelado debido a la pandemia de COVID-19 | Cancelado debido a la pandemia de COVID-19 | Cancelado debido a la pandemia de COVID-19 | Cancelado debido a la pandemia de COVID-19 | Cancelado debido a la pandemia de COVID-19 | Cancelado debido a la pandemia de COVID-19 | Cancelado debido a la pandemia de COVID-19 |
| 2022    | No clasificó                               | No clasificó                               | No clasificó                               | No clasificó                               | No clasificó                               | No clasificó                               | No clasificó                               | No clasificó                               |
| 2024    | No clasificó                               | No clasificó                               | No clasificó                               | No clasificó                               | No clasificó                               | No clasificó                               | No clasificó                               | No clasificó                               |
| Total   | 5/13                                       | 24.º                                       | 7                                          | 2                                          | 1                                          | 4                                          | 4                                          | 9                                          |

## Últimos y próximos encuentros
Actualizado al último partido jugado el 5 de diciembre de 2023
| Fecha      | Ciudad        | Local               | Resultado | Visitante           | Competición                    |
| ---------- | ------------- | ------------------- | --------- | ------------------- | ------------------------------ |
| 18-02-2022 | Soliman       | Túnez               | 5:0       | Guinea Ecuatorial   | Clas. Campeonato Femenino 2022 |
| 23-02-2022 | Malabo        | Guinea Ecuatorial   | 3:2       | Túnez               | Clas. Campeonato Femenino 2022 |
| 13-07-2023 | Johannesburgo | Namibia             | 2:0       | Guinea Ecuatorial   | Preolímpico Femenino 2024      |
| 18-07-2023 | Malabo        | Guinea Ecuatorial   | 0:0       | Namibia             | Preolímpico Femenino 2024      |
| 01-12-2023 | Malabo        | Guinea Ecuatorial   | 1:1       | Rep. Dem. del Congo | Clas. Campeonato Femenino 2024 |
| 05-12-2023 | Kinshasa      | Rep. Dem. del Congo | 2:1       | Guinea Ecuatorial   | Clas. Campeonato Femenino 2024 |

## Jugadoras
Las siguientes jugadoras fueron convocadas para disputar los partidos de la clasificación para el Campeonato Femenino de la CAF 2026 contra Tanzania el 20 y 26 de febrero de 2025.
Partidos y goles actualizados al 26 de febrero de 2025 tras el partido contra la Tanzania.
| No. | Pos. | Jugador                    | Fecha de nacimiento (edad)         | Apa. | Goles | Club                  |
| --- | ---- | -------------------------- | ---------------------------------- | ---- | ----- | --------------------- |
| 1   | POR  | Dolores Hernández          | 24 de octubre de 2001 (23 años)    | 12   | 0     | TP Mazembe            |
| 13  | POR  | Rita Afang                 | 3 de diciembre de 2006 (18 años)   | 0    | 0     | Super Leonas          |
|     | POR  | Antonina Ayingono          | 3 de marzo de 2003 (22 años)       | 0    | 0     | Estrella Roja         |
|     |      |                            |                                    |      |       |                       |
| 2   | DEF  | Angelina Obono             | 17 de junio de 2002 (23 años)      | 9    | 0     | 15 de Agosto          |
| 3   | DEF  | Reina Mansogo              | 8 de junio de 1989 (36 años)       | 3    | 0     | Le Puy                |
| 9   | DEF  | Dorine Chuigoué (capitana) | 28 de noviembre de 1988 (36 años)  | 21   | 10    | Hapoel Jerusalem      |
| 14  | DEF  | Raquel Etopa               | 5 de junio de 2004 (21 años)       | 6    | 0     | Atlético Malabo       |
| 15  | DEF  | Agapita Avosogo            |                                    | 7    | 0     | Ebenezer              |
| 19  | DEF  | Cecilia Akeng              | 8 de noviembre de 2002 (22 años)   | 10   | 0     | 15 de Agosto          |
| 21  | DEF  | Avelina Abang              | 8 de diciembre de 2003 (21 años)   | 13   | 0     | 15 de Agosto          |
|     | DEF  | Justa Baha                 |                                    | 0    | 0     | Ebenezer              |
|     |      |                            |                                    |      |       |                       |
| 4   | DEF  | Constantina Asú            |                                    | 7    | 0     | AUSFAZ                |
| 6   | MED  | Nuria Baita                | 7 de junio de 1999 (26 años)       | 6    | 0     | Mogbwemo Queens       |
| 8   | MED  | Rocío Coffi                | 5 de abril de 2005 (20 años)       | 2    | 0     | CSST Temara           |
| 10  | MED  | Mari Cruz Ebula            | 30 de julio de 2005 (19 años)      | 4    | 0     | Hilal Temara          |
| 11  | MED  | Shalma Midje               | 17 de julio de 2007 (18 años)      | 2    | 1     | Zumaiako              |
| 16  | MED  | Catalina Andeme            | 14 de julio de 1999 (26 años)      | 11   | 0     | 15 de Agosto          |
|     | MED  | Celestina Manga            | 12 de septiembre de 2002 (22 años) | 11   | 0     | SC Nyanga             |
|     | MED  | Annette Jacky Messomo      | 1 de marzo de 1993 (32 años)       | 1+   | 0     | Sherbrooke Vert et Or |
|     |      |                            |                                    |      |       |                       |
| 7   | DEL  | Elena Obono                | 13 de noviembre de 1999 (25 años)  | 11   | 6     | TP Mazembe            |
| 12  | DEL  | Lucía Adá                  |                                    | 2    | 0     | Estrella Roja         |
| 17  | DEL  | Sandra González            | 28 de mayo de 2001 (24 años)       | 3    | 0     | Fontsanta-Fatjó B     |
| 18  | DEL  | Ana María Nchama           |                                    | 7    | 0     | Estrella Roja         |